# Mortelgrund
Mortelgrund ist ein Ortsteil von Sayda im sächsischen Landkreis Mittelsachsen.

## Lage
Der Mortelgrund liegt rund 2 km südlich von Sayda unweit der sächsisch-böhmischen Grenze. Dazwischen liegt südöstlich nur noch Neuhausen/Erzgeb. Die Siedlung selbst liegt in einem Waldgebiet am Mortelbach. Der Ort liegt um die 600 m ü. NHN.

## Geschichte

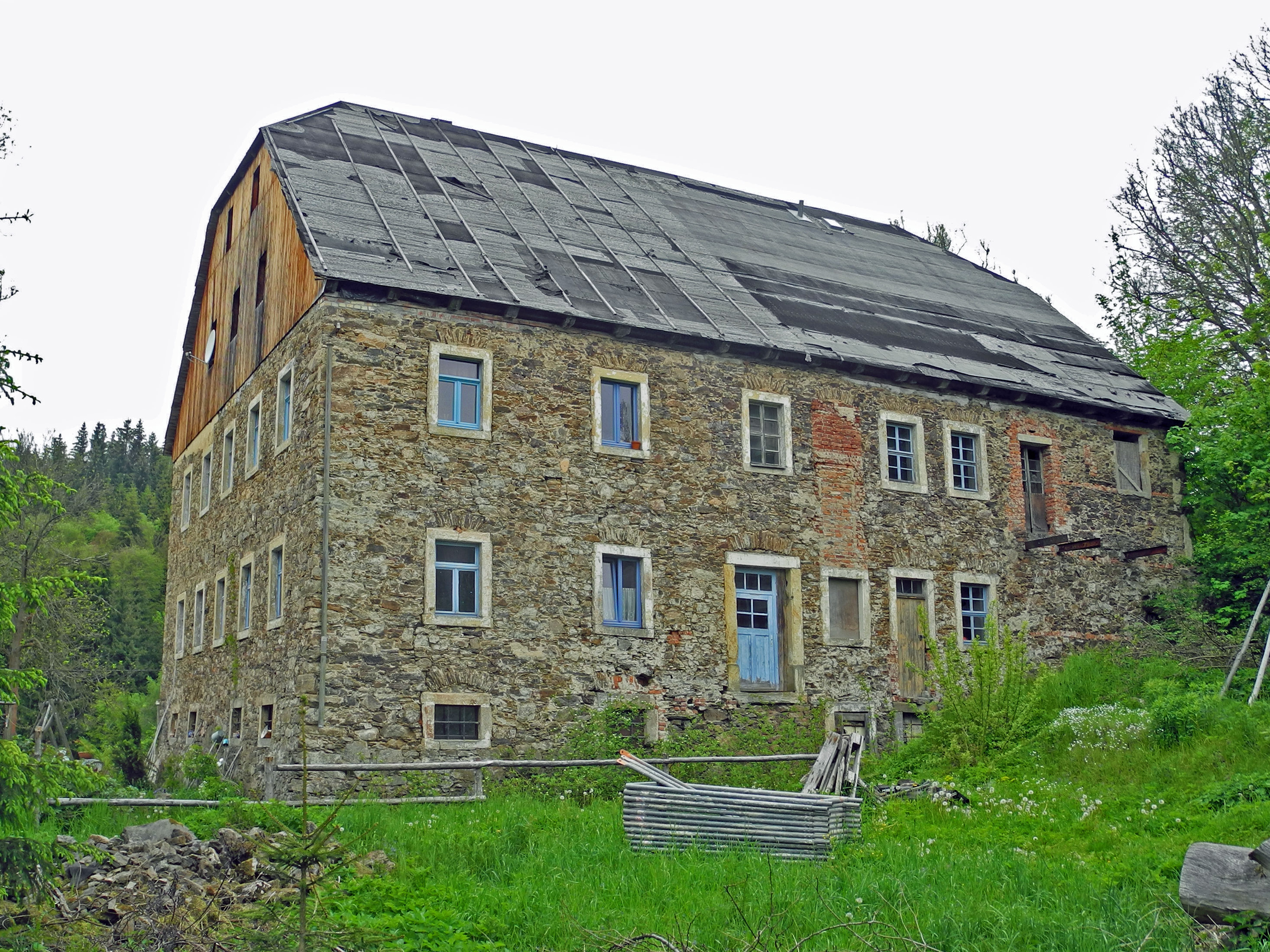
Mortelgrund geht aus einem Mühlengut hervor: Die Mortelmühle steht noch heute

Erste Ansiedlungen gehen vermutlich ins 14. Jahrhundert zurück, die erste schriftliche Nennungen stammt aus dem Jahr 1477. Spätere Ortsnamen sind  Mortelmühl (1579), Obern Mortelmühle (1641), Mordelgrund nebst der Mordelmuͤhle (1791), Mortelgrund (1837) und Mörtelgrund (1875).
Über Jahrhunderte gab es anschließend im Mortelgrund Bergbau, der 1835 eingestellt wurde. Später gab es im Mortelgrund eine Schankwirtschaft. Am 13. Juni 1926 fand die feierliche Weihe der von der Chemnitzer Ortsgruppe für Deutsche Jugendherbergen in einem 1925 angekauften Gebäude im Mortelgrund eingerichteten Jugendherberge statt. Heute gibt es überdies einen kleinen Skilift in der Nähe der Herberge.
1925 wurde Mortelgrund für 1.000 Mark durch Sayda erworben und ist bis heute Teil der Stadt.
1875 lebten im Ort 75 Personen; 18 davon im zu Sayda gehörenden Gebiet; 57 im Anteil Heidersdorfs.